# Cucullia duplicata
Cucullia duplicata är en fjärilsart som beskrevs av Otto Staudinger 1882. Cucullia duplicata ingår i släktet Cucullia och familjen nattflyn. Inga underarter finns listade i Catalogue of Life.